# Toluca (municipalité)
Pour les articles homonymes, voir Toluca (homonymie).

Municipalité de Toluca.

Toluca (mot d'origine nahuatl) est l'une de 125 municipalités de l'État de Mexico au Mexique.
Toluca confine au nord-ouest à la municipalité d'Almoloya, au sud-ouest à celle de Zinacantepec, au nord à celles de Temoaya et Otzolotepec, et à l'est notamment aux municipalités de Lerma, Metepec et Calimaya.
Son chef-lieu est Toluca de Lerdo qui compte 1,000,000 habitants, à l'intérieur de la municipalité le lieu habité de Xochixtlahuaca existe, ils appartiennent aussi à la municipalité).

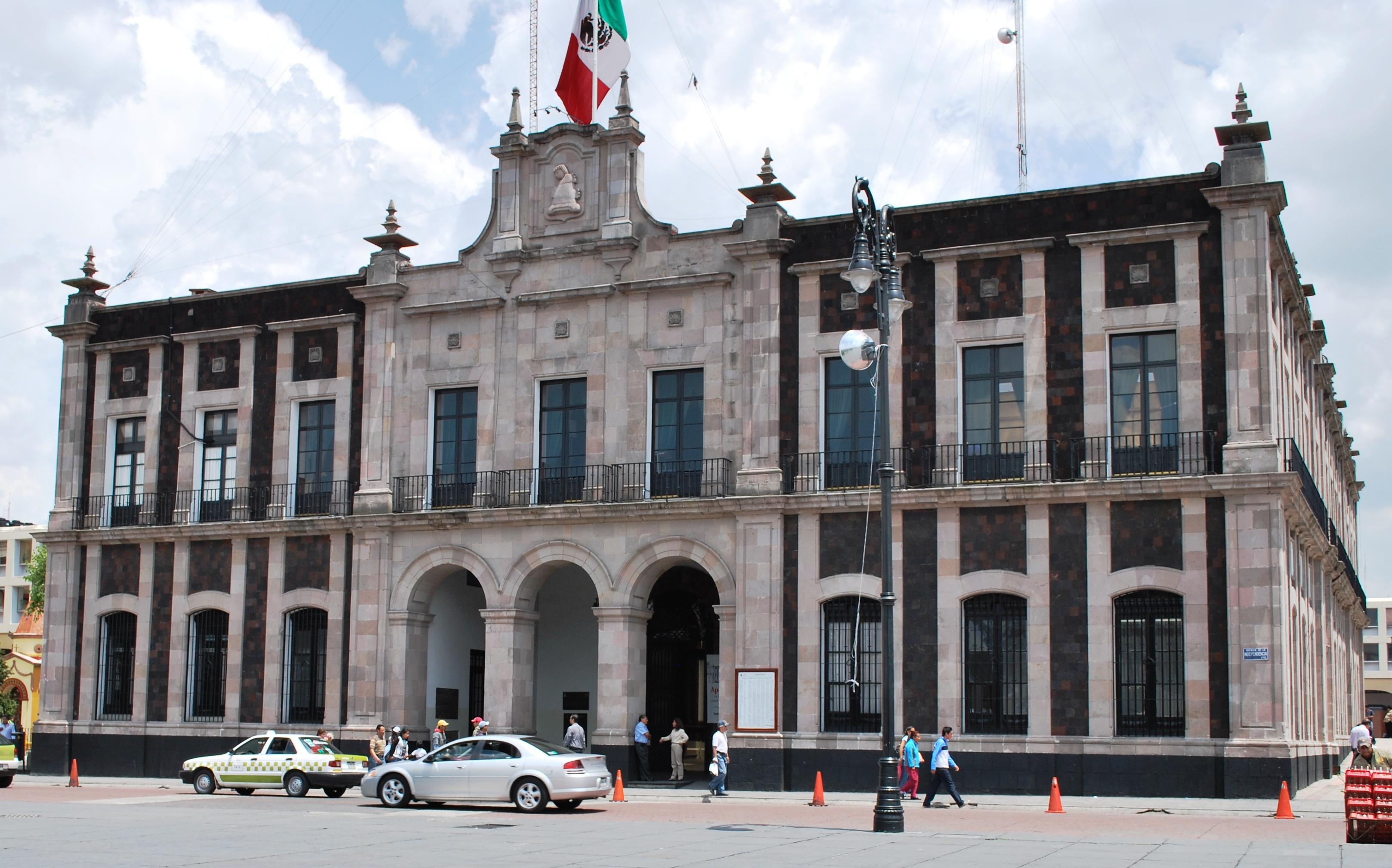
Palais municipal de Toluca

## Démographie

Villes de la municipalité de Toluca.

| Ville                          | Population |
| Total Municipio                | 747,512    |
| Toluca de Lerdo                | 467,712    |
| San Pablo Autopan              | 30,531     |
| San José Guadalupe Otzacatipan | 29,847     |
| San Pedro Totoltepec           | 19,052     |
| San Mateo Otzacatipan          | 18,871     |
| San Andrés Cuexcontitlán       | 14,687     |
| Santiago Tlacotepec            | 13,561     |
| Cacalomacán                    | 11,414     |
| Calixtlahuaca                  | 8,394      |
| San Felipe Tlalmimilolpan      | 8,103      |
| San Marcos Yachihuacaltepec    | 5,173      |
| San Lorenzo Tepaltitlán        | 427        |